# 퍼플백
퍼플백은 대한민국의 음악 그룹이다. 2019년 싱글 앨범 [Crystal Ball]로 데뷔했다.

## 음반
- Crystal Ball (2019)
- Dream Line (2019)
- Starry Night (2020)

## 수상
- 자랑스런한국인인물대상 예술발전 공헌부문 (2020)